# Antonio Pepe
Antonio Pepe (Foggia, 10 gennaio 1946) è un politico italiano, presidente della provincia di Foggia dal 2008 al 2013.

## Biografia
Laureato in giurisprudenza, svolge la professione di notaio. Iscritto al gruppo di Alleanza Nazionale, è stato eletto più volte deputato.
È stato eletto presidente della provincia di Foggia il 28 aprile 2008, in rappresentanza di una coalizione di centrodestra, raccogliendo il 54,02% dei voti nel turno di ballottaggio che lo vedeva contrapposto alla coalizione di centrosinistra, guidata da Paolo Campo, fermatosi al 45,98%.
È stato sostenuto, in consiglio provinciale, da una maggioranza costituita dal PdL e da altre liste civiche, tra cui Alleanza per la Capitanata, La Capitanata prima di tutto e Lista del Presidente - Pepe.
Nel febbraio 2010 Pepe ha ritirato le deleghe assessorili all'UdC, estromettendo di fatto i centristi dal governo provinciale all'indomani della discesa in campo in solitaria del partito alle elezioni regionali della Puglia nonché a quasi un anno di distanza dalla vittoria elettorale che aveva portato, nel giugno 2009, il centrosinistra alla guida del comune di Foggia proprio grazie al sostegno fondamentale dell'UdC nel turno di ballottaggio. Il suo mandato amministrativo è scaduto nel 2013.
Sua nipote, Rosa Barone, nel maggio 2015 viene eletta consigliera regionale del Movimento 5 Stelle in Puglia, e dal gennaio 2021 diventa assessora nella giunta di Michele Emiliano.